# Brisa
Chama-se brisa uma circulação de ar (vento) de fraca a moderada intensidade próxima à superfície. Tal circulação afeta uma camada rasa da atmosfera (até por volta de 200 metros de altitude) e os ventos locais associados são extremamente influenciados (na direção) por obstáculos naturais e (na intensidade) pela rugosidade da superfície. Além do mais, suas direções e intensidade, bem como o surgimento e a dissipação, dependem também da atuação ou não de efeitos globais (de maior escala), tais como sistemas frontais e até mesmo outros fenômenos de mesoescala. Quando os ventos globais são fracos, os ventos locais podem dominar. É o caso das brisas marítima/terrestre.

## Brisa marítima/terrestre

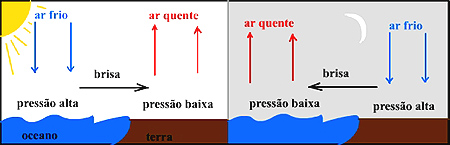
Representação da brisa marítima/terrestre.

Como as massas de terra são aquecidas pelo sol mais rapidamente do que o oceano, o ar em cima delas ascende e cria uma baixa de pressão no solo que atrai o ar mais fresco do mar: o que se chama uma brisa marítima. Ao cair da noite, há muitas vezes um período de calma durante o qual a temperatura em terra e no mar são iguais. De noite, como o oceano arrefece mais lentamente, a brisa sopra de terra, na direção oposta, mas é geralmente mais fraca porque a diferença de temperaturas é menor. As monções no sudeste asiático são brisas marítimas de grande escala. Variam a sua direção entre as estações porque as massas de terra são aquecidas ou arrefecidas mais rapidamente que o mar. Monções de Verão - do mar para a terra (aquecida). Monções de Inverno - da terra (mais fria) para o mar. 
Brisa Marítima: É o deslocamento do ar frio que vem dos oceanos em direção ao ambiente terrestre.
Brisa Terrestre: É o deslocamento do ar frio que vem da terra em direção ao mar. 

## Brisas de vale/montanha
Existem também as circulações de brisa de vale/montanha. No começo do dia, o aquecimento do ar do fundo do vale - que estava mais denso e pesado - faz com que ele comece a fluir ao longo das encostas sob a forma de ventos de vales. À noite, o processo inverte-se e o ar frio e denso começa a se acumular no fundo dos vales - é a brisa da montanha.